# Vicq-sur-Breuilh
Pour les articles homonymes, voir Vicq.
Vicq-sur-Breuilh (Vic en occitan) est une commune française située dans le département de la Haute-Vienne en région Nouvelle-Aquitaine.

### Localisation

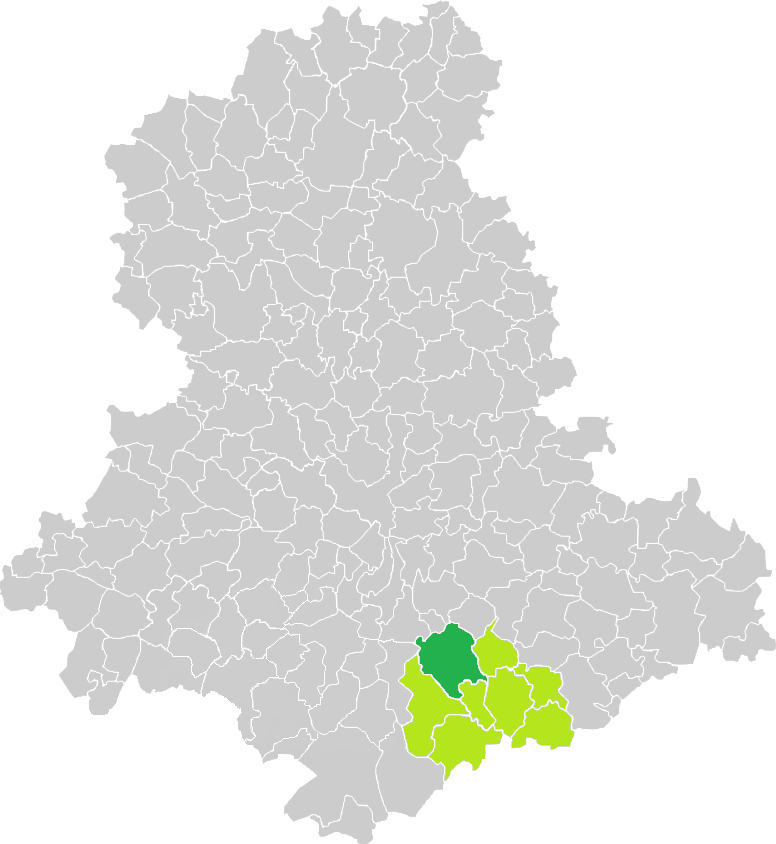
Situation de la commune de Vicq-sur-Breuilh en Haute-Vienne.

## Géographie

### Communes limitrophes
Les communes limitrophes sont Château-Chervix, Glanges, Magnac-Bourg, Pierre-Buffière, Saint-Genest-sur-Roselle, Saint-Germain-les-Belles, Saint-Hilaire-Bonneval, Saint-Jean-Ligoure et Saint-Priest-Ligoure.
| Pierre-Buffière, Saint-Jean-Ligoure | Saint-Hilaire-Bonneval | Saint-Genest-sur-Roselle |
| Saint-Priest-Ligoure                | Vicq-sur-Breuilh       | Glanges                  |
| Château-Chervix                     | Magnac-Bourg           | Saint-Germain-les-Belles |

### Hydrographie
Vicq est traversée par le Blanzou et la Breuilh, tous deux affluents de la Briance.

### Climat
Pour des articles plus généraux, voir Climat de la Nouvelle-Aquitaine et Climat de la Haute-Vienne.
Historiquement, la commune est exposée à un climat océanique limousin.  
En 2020, Météo-France publie une typologie des climats de la France métropolitaine dans laquelle la commune est dans une zone de transition entre le climat océanique altéré et le climat de montagne et est dans la région climatique  Ouest et nord-ouest du Massif Central, caractérisée par une pluviométrie annuelle de 900 à 1 500 mm, maximale en automne et en hiver.
Pour la période 1971-2000, la température annuelle moyenne est de 11,2 °C, avec une amplitude thermique annuelle de 14,7 °C. Le cumul annuel moyen de précipitations est de 1 106 mm, avec 13,3 jours de précipitations en janvier et 7,8 jours en juillet. Pour la période 1991-2020, la température moyenne annuelle observée sur la station météorologique la plus proche, située sur la commune de Saint-Germain-les-Belles à 9,5 km à vol d'oiseau, est de 11,2 °C et le cumul annuel moyen de précipitations est de 1 129,2 mm,. Pour l'avenir, les paramètres climatiques de la commune estimés pour 2050 selon différents scénarios d’émission de gaz à effet de serre sont consultables sur un site dédié publié par Météo-France en novembre 2022.

## Urbanisme

### Typologie
Au 1er janvier 2024, Vicq-sur-Breuilh est catégorisée commune rurale à habitat dispersé, selon la nouvelle grille communale de densité à sept niveaux définie par l'Insee en 2022.
Elle est située hors unité urbaine. Par ailleurs la commune fait partie de l'aire d'attraction de Limoges, dont elle est une commune de la couronne,. Cette aire, qui regroupe 127 communes, est catégorisée dans les aires de 200 000 à moins de 700 000 habitants,.

### Occupation des sols
L'occupation des sols de la commune, telle qu'elle ressort de la base de données européenne d’occupation biophysique des sols Corine Land Cover (CLC), est marquée par l'importance des territoires agricoles (72,4 % en 2018), en diminution par rapport à 1990 (73,9 %). La répartition détaillée en 2018 est la suivante : 
prairies (47,8 %), forêts (26,5 %), zones agricoles hétérogènes (20,8 %), terres arables (2,6 %), cultures permanentes (1,2 %), zones urbanisées (1,1 %). L'évolution de l’occupation des sols de la commune et de ses infrastructures peut être observée sur les différentes représentations cartographiques du territoire : la carte de Cassini (XVIIIe siècle), la carte d'état-major (1820-1866) et les cartes ou photos aériennes de l'IGN pour la période actuelle (1950 à aujourd'hui).

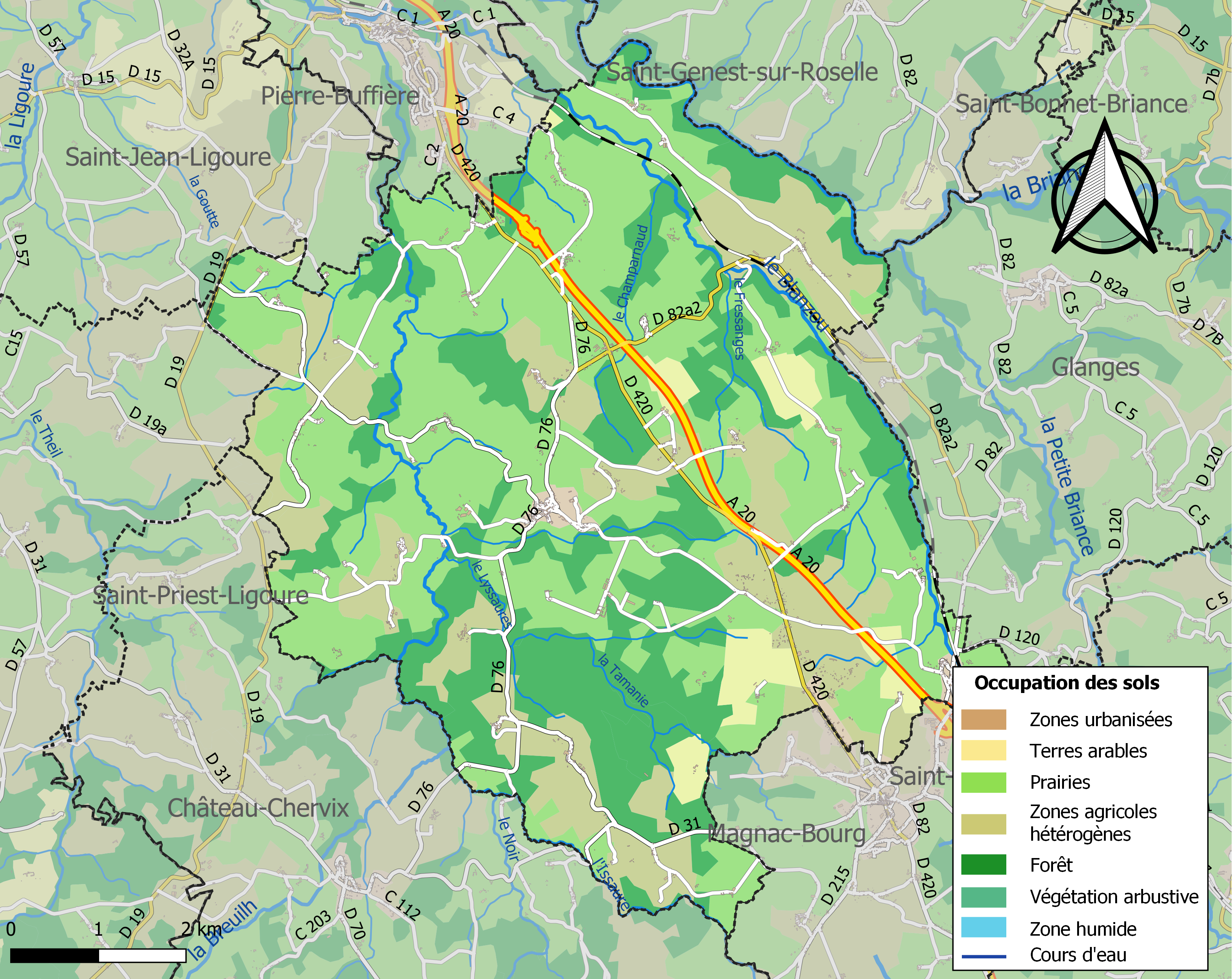
Carte des infrastructures et de l'occupation des sols de la commune en 2018 (CLC).

### Risques majeurs
Le territoire de la commune de Vicq-sur-Breuilh est vulnérable à différents aléas naturels : météorologiques (tempête, orage, neige, grand froid, canicule ou sécheresse) et séisme (sismicité très faible). Il est également exposé à un risque particulier : le risque de radon. Un site publié par le BRGM permet d'évaluer simplement et rapidement les risques d'un bien localisé soit par son adresse soit par le numéro de sa parcelle.

#### Risques naturels

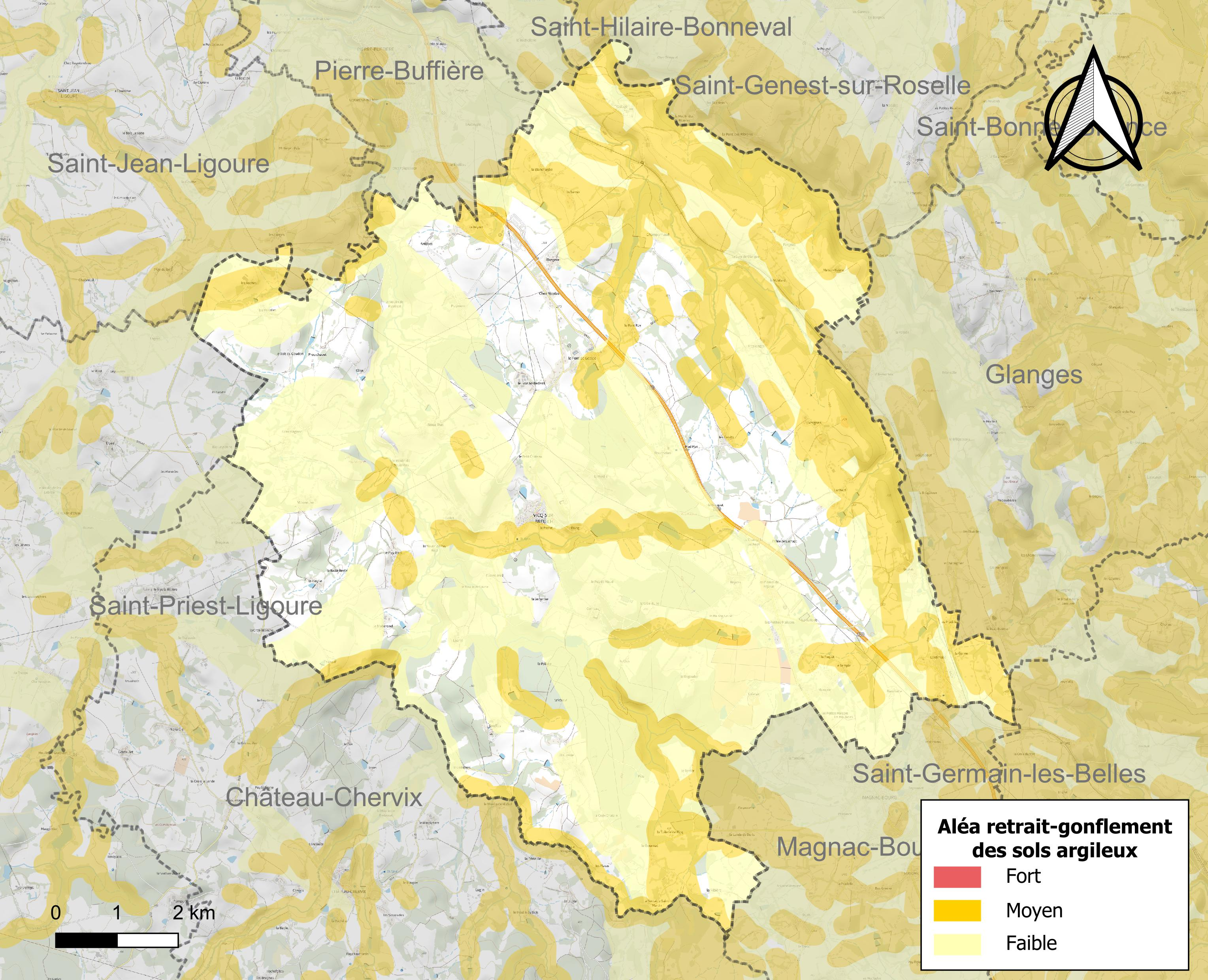
Carte des zones d'aléa retrait-gonflement des sols argileux de Vicq-sur-Breuilh.

Le retrait-gonflement des sols argileux est susceptible d'engendrer des dommages importants aux bâtiments en cas d’alternance de périodes de sécheresse et de pluie. 30,3 % de la superficie communale est en aléa moyen ou fort (27 % au niveau départemental et 48,5 % au niveau national métropolitain). Depuis le 1er octobre 2020, en application de la loi ÉLAN, différentes contraintes s'imposent aux vendeurs, maîtres d'ouvrages ou constructeurs de biens situés dans une zone classée en aléa moyen ou fort,.
La commune a été reconnue en état de catastrophe naturelle au titre des dommages causés par les inondations et coulées de boue survenues en 1982 et 1999 et par des mouvements de terrain en 1999.

#### Risque particulier
Dans plusieurs parties du territoire national, le radon, accumulé dans certains logements ou autres locaux, peut constituer une source significative d’exposition de la population aux rayonnements ionisants. Selon la classification de 2018, la commune de Vicq-sur-Breuilh est classée en zone 3, à savoir zone à potentiel radon significatif.

## Toponymie
Du latin vicus (groupe d'habitations - village) et du celte gaulois brogilos (petit bois clos, bois-taillis en bordure des cultures).[réf. nécessaire]

## Politique et administration

### Liste des maires
| Période                                  | Période   | Identité                    | Étiquette | Qualité                                          |
| ---------------------------------------- | --------- | --------------------------- | --------- | ------------------------------------------------ |
| Les données manquantes sont à compléter. |           |                             |           |                                                  |
| 1941                                     | 1944      | François Bonnafy            |           |                                                  |
| 1944                                     | 1951      | Léonard Valade              |           |                                                  |
| 1951                                     | 1969      | François Manaud             |           |                                                  |
| 1969                                     | 1976      | Jean Mazabraud              |           |                                                  |
| octobre 1976                             | mars 1977 | Aimé Lafond                 |           |                                                  |
| mars 1977                                | mars 1989 | Firmin Duverneix            | PS        |                                                  |
| mars 1989                                | mars 2001 | Aimé Lafond                 |           |                                                  |
| mars 2001                                | En cours  | Christine Gérardin-Neuville | MRSL      | Historienne-médiéviste Présidente de PEFC France |

## Population et société

### Démographie
L'évolution du nombre d'habitants est connue à travers les recensements de la population effectués dans la commune depuis 1793. Pour les communes de moins de 10 000 habitants, une enquête de recensement portant sur toute la population est réalisée tous les cinq ans, les populations de référence des années intermédiaires étant quant à elles estimées par interpolation ou extrapolation. Pour la commune, le premier recensement exhaustif entrant dans le cadre du nouveau dispositif a été réalisé en 2006.

En 2022, la commune comptait 1 327 habitants, en évolution de +0,53 % par rapport à 2016 (Haute-Vienne : −0,68 %, France hors Mayotte : +2,11 %).
| 1793  | 1800  | 1806  | 1821  | 1831  | 1836  | 1841  | 1846  | 1851  |
| ----- | ----- | ----- | ----- | ----- | ----- | ----- | ----- | ----- |
| 2 548 | 1 872 | 1 763 | 2 176 | 2 224 | 2 138 | 2 089 | 2 243 | 2 275 |

| 1856  | 1861  | 1866  | 1872  | 1876  | 1881  | 1886  | 1891  | 1896  |
| ----- | ----- | ----- | ----- | ----- | ----- | ----- | ----- | ----- |
| 2 210 | 2 091 | 2 089 | 1 946 | 1 979 | 2 023 | 2 138 | 2 347 | 2 289 |

| 1901  | 1906  | 1911  | 1921  | 1926  | 1931  | 1936  | 1946  | 1954  |
| ----- | ----- | ----- | ----- | ----- | ----- | ----- | ----- | ----- |
| 2 259 | 2 153 | 2 134 | 1 799 | 1 763 | 1 714 | 1 703 | 1 633 | 1 516 |

| 1962  | 1968  | 1975  | 1982  | 1990  | 1999  | 2006  | 2011  | 2016  |
| ----- | ----- | ----- | ----- | ----- | ----- | ----- | ----- | ----- |
| 1 384 | 1 275 | 1 082 | 1 019 | 1 033 | 1 087 | 1 237 | 1 332 | 1 320 |

| 2021  | 2022  | - | - | - | - | - | - | - |
| ----- | ----- | - | - | - | - | - | - | - |
| 1 327 | 1 327 | - | - | - | - | - | - | - |

## Économie

### Entreprises et commerces
- Bergger

## Culture locale et patrimoine

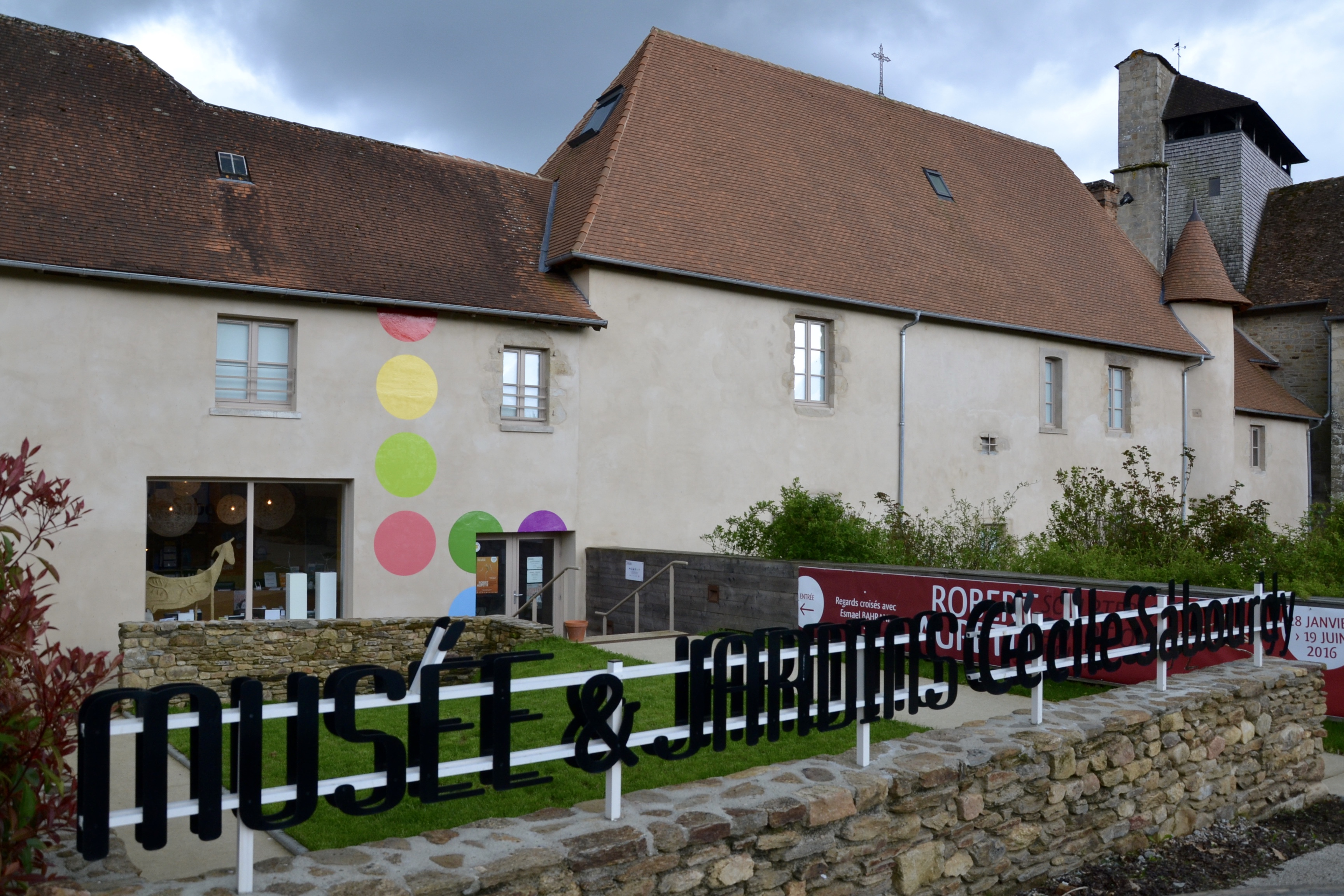
L'entrée du musée Cécile-Sabourdy.

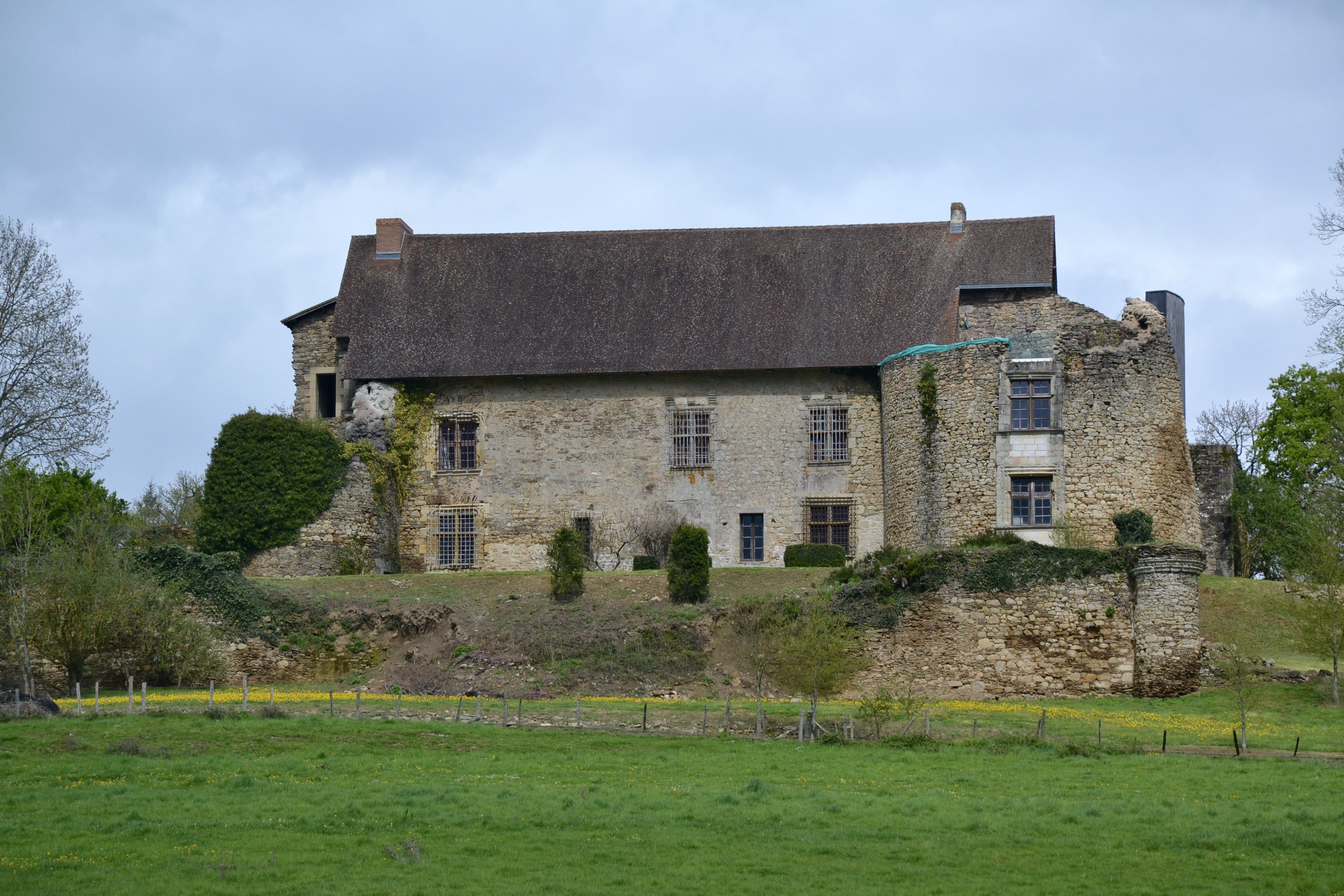
Les ruines du vieux château de Vicq.

### Lieux et monuments
- Musée d'art Naïf, d'art Brut et de pratiques singulières Cécile Sabourdy.
- Château de Traslage ; château situé près de Pierre-Buffière, inscrit à l'inventaire supplémentaire des monuments historiques (ISMH).

- Le château de Bourdelas
- Le château de Combas (Famille Dufour de Neuville)
- Le Petit Château (Famille de Blomac)
- Le château de Puymori
- Souffas
- Le vieux château qui domine le bourg, château féodal tardif remanié à la Renaissance (ISMH).
- Le logis de Fargeas, maison forte (ISMH).
- Le logis de Nouailhas (ISMH).
- Le château d'Etivaud.
- L'église Saint-Martin de Vicq, romano-gothique qui abrite une crèche en bois du XVIIe siècle (ISMH). Cette crèche est constituée de 17 personnages de 30 et 110 cm de haut sculptés par le sabotier du village, probablement aux alentours de 1750 et représentant différents métiers de l'époque. Il est probable que le chabretaire, le plus grand des personnages, représente le seigneur de Vicq, Just de Calignon. L’église de Vicq possède également un imposant retable, anciennement polychrome (ISMH) et un bénitier en pierre de serpentine.
- Le puits à balancier.
- La gare de Magnac - Vicq.
- La lanterne des morts.
- Le site inscrit de Puy Mori (1943), d'une superficie de 110 hectares, avec son allée d'arbres emblématiques a disparu. Le château a été démantelé par ses propriétaires dans les années 1950 et l'allée, devenue dangereuse à la suite des tempêtes successives, a été supprimée dans sa totalité en 2016)[25].
- Lieu-dit Le Temple[Note 4], autrefois Le Temple de Magnac. Une ancienne maison de l'ordre du Temple[26] devenue un membre de la commanderie de Sainte-Anne au sein du grand prieuré d'Auvergne après sa dévolution aux Hospitaliers[27].

### Personnalités liées la commune
- Gabriel Nicolas de la Reynie, baron de Vicq, lieutenant général de police en 1674 et conseiller d'État en 1680.
- Laurent Bourdelas, écrivain et photographe, poète, revuiste, critique, historien (né en 1962).
- Marie-Noëlle Agniau, poète et philosophe.
- Cécile Sabourdy, peintre. Un musée aménagé dans l'ancien presbytère expose depuis 2014 une importante collection de ses œuvres[28].
- Paul Pauliat, écrivain et professeur agrégé de russe. Il est l’auteur du dictionnaire franco-russe. Sa famille paternelle était originaire de Vicq-sur-Breuilh.

## Pour approfondir

### Vidéographie
- résumé des états généreux de la biodiversité ; Un projet incroyable sur 3000 hectares, mis en ligne le 6 oct. 2021